# Emilia mbagoi
Emilia mbagoi là một loài thực vật có hoa trong họ Cúc. Loài này được Beentje & Mesfin mô tả khoa học đầu tiên năm 2004.